# Tridax cajamarcensis
Tridax cajamarcensis là một loài thực vật có hoa trong họ Cúc. Loài này được H.Rob. miêu tả khoa học đầu tiên năm 1997.